# Le Tombeau de Pharaon
Le Tombeau de Pharaon est le 4e album de la série de bande dessinée Papyrus de Lucien De Gieter. L'ouvrage est publié en 1981.